# Anna Maria Šemberová von Boskovic und Černá Hora
Anna Maria Šemberová von Boskovic und Černá Hora (Vienna, 23 maggio 1576, 1577 o 1578 – Plumlov, 6 giugno 1625 o 1626) è stata principessa consorte del Liechtenstein dal 1608 fino alla sua morte, come moglie di Carlo I.

## Biografia

### Infanzia

Lo stemma della famiglia Boskovic

La baronessa Anna Maria Šemberová von Boskovic und Černá Hora nacque a Vienna nel 1575, figlia del barone Jan Šembera z Boskovic (1543-1597) e della sua seconda moglie, la baronessa Anna Krajířová von Krajku. Suo padre apparteneva alla famiglia dei Boskovic, una delle famiglie aristocratiche morave più importanti, originaria del comune ceco di Boskovice, la madre invece proveniva dalla famiglia dei Krajířové di Krajku, originaria della provincia slovena di Carniola. La baronessa Anna Maria possedette sin dalla nascita il titolo di Signora di Aussee, ereditato dalla famiglia.

### Matrimonio
Nel 1590 sposò il barone Carlo I del Liechtenstein, figlio dei nobili boemi Hartmann II del Liechtenstein e Anna di Ortenburg, nonché fondatore del Casato di Liechtenstein. Anche sua sorella, la baronessa Caterina, sposò uno dei figli di Hartmann II,  suo marito fu infatti il barone Massimiliano del Liechtenstein, fratello di Carlo I. Il 20 dicembre 1608 la baronessa Anna Maria divenne la prima principessa consorte del Liechtenstein, poiché il marito era stato elevato al titolo di principe sovrano dei suoi possedimenti, che si espansero con l'acquisizione del Ducato di Troppau nel 1614 e del Ducato di Jägerndorf del 1622, nella Moravia-Slesia.

### Ultimi anni e morte

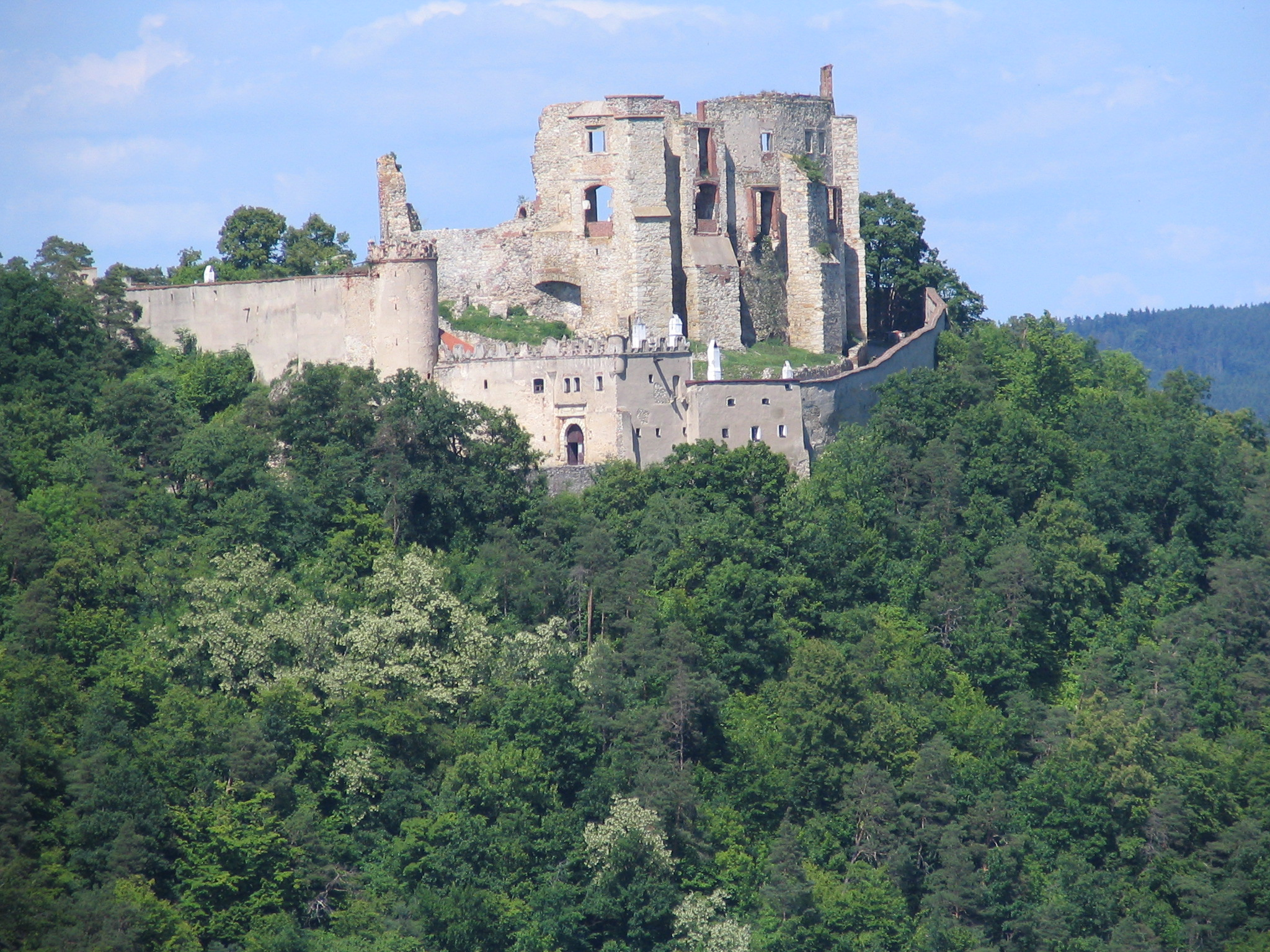
Le rovine del castello di Boskovice, ereditato dalla principessa Anna Maria, nell'attuale Repubblica Ceca

Nel 1597, alla morte del padre, Anna Maria e la sorella Caterina ereditarono le terre paterne, poiché i loro genitori non avevano mai avuto un figlio di sesso maschile a cui dare in eredità i propri possedimenti, e tra le varie proprietà ereditate c'era anche il castello di Boskovice. La principessa Anna Maria Šemberová von Boskovic und Černá Hora morì a Plumlov, il 6 giugno 1625, in un comune della Repubblica Ceca, all'età di circa 50 anni. È sepolta nella cripta della famiglia principesca, all'interno della Chiesa della Natività della Vergine Maria a Vranov.

## Discendenza
Anna Maria Šemberová von Boskovic und Černá Hora e Carlo I del Liechtenstein ebbero quattro figli:
- Anna Maria Francesca del Liechtenstein (7 dicembre 1597 - 26 aprile 1640), sposò Massimiliano di Dietrichstein, II principe di Dietrichsten (27 giugno 1596 - 6 novembre 1655). Ebbero tredici figli:
  - Marianna Cecilia di Dietrichstein (nata 1619 e morta poco dopo la nascita).
  - Anna Francesca di Dietrichstein (1621 - 16 settembre 1685), sposò il 23 aprile 1647 il conte Walter Leslie (1607 - 1667), feldmaresciallo imperiale.
  - Francesco Antonio di Dietrichstein (nato nel 1622 e morto poco dopo la nascita)
  - Maria Eleonora di Dietrichstein (1º gennaio 1623 - 20 marzo 1687), sposò in prime nozze il conte Leopoldo Guglielmo di Kaunitz, il 26 novembre 1646, e in seconde nozze il conte Federico Leopoldo di Oppersdorf, il 15 aprile 1663
  - Giovanna Beatrice di Dietrichstein-Nikolsburg (1625 - 1676), seconda principessa consorte del Liechtenstein dopo la nonna materna, in quanto consorte dello zio Carlo Eusebio, sposato il 6 agosto 1644.
  - Maria Clara di Dietrichstein (7 settembre 1626 - 28 gennaio 1667), sposò il 16 gennaio 1650 il conte Giovanni Federico di Trauttmansdorff, barone di Gleichenberg.
  - Figlia ignota (nata e morta nel 1630).
  - Figlio ignoto (nato e morto nel 1634).
  - Ferdinando Giuseppe di Dietrichstein, III principe di Dietrichstein (25 settembre 1636[4] - 1º dicembre 1698).
  - Maria Margherita Giuseppa di Dietrichstein (18 aprile 1637 - 15 dicembre 1676), sposò il principe Raimondo Montecuccoli, il 21 maggio 1657 al principe e duca di Melfi Raimondo Montecuccoli.
  - Massimiliano Andrea di Dietrichstein (14 aprile 1638  - 4 dicembre 1692), sposato il 18 gennaio 1663 la contessa Maria Giustina di Schwarzenberg.
  - Maria Teresa di Dietrichstein (1639 - 5 febbraio 1658), sposò l'8 novembre 1654 Carlo Adamo, conte di Mansfeld-Vorderort-Bornstädt, suo fratellastro.
  - Carlo di Dietrichstein (nato e morto 1639).
- Francesca Barbara del Liechtenstein (1604-1655), sposò Werner Wenzel de T'Serclaes, conte di Tilly (1599-1653);
- Carlo Eusebio del Liechtenstein (12 settembre 1611 - 5 aprile 1684), principe sovrano dal 1627 alla morte. Sposò la figlia di sua sorella Anna Maria, quindi la nipote, la principessa Giovanna Beatrice di Dietrichstein-Nikolsburg (1625-1676). Ebbero nove figli:
  - Eleonora Maria del Liechtenstein (1647-1704), sposò il Principe Giovanni Sigfrido di Eggenberg (1644-1713).
  - Anna Maria del Liechtenstein (1648-1654).
  - Maria Teresa del Liechtenstein  (1649-1716) sposò Jakob Leslie († 1691) e alla morte di quest'ultimo si sposò con il conte Johann Balthasar von Wagensörg von Sonnegg († 1693).
  - Giovanna Beatrice del Liechtenstein (1650-1672), sposò Massimiliano II del Liechtenstein (1641-1709), figlio di Hartmann III del Liechtenstein e fratello maggiore dei principi Antonio Floriano (1656-1721) e Filippo Erasmo (1664-1704), nonché pronipote di Carlo I.
  - Francesco Domenico Eusebio del Liechtenstein († 1652).
  - Carlo Giuseppe del Liechtenstein († 1652).
  - Francesco Eusebio del Liechtenstein (1654-1655).
  - Cecilia del Liechtenstein († 1655).
  - Giovanni Adamo Andrea (1657-1712),  principe sovrano del Liechtenstein dal 1684 alla morte. Sposò la cugina materna Edmunda Maria Teresa von Dietrichstein-Nikolsburg (1652-1737).
- Enrico del Liechtenstein (nato e deceduto nel 1612).

## Titoli e trattamenti
- 1575 – 20 dicembre 1608: Baronessa Anna Maria Šemberová von Boskovic und Černá Hora, signora di Aussee
- 20 dicembre 1608 – 6 giugno 1625: Sua Altezza Serenissima, la principessa Anna Maria del Liechtenstein

## Ascendenza
|                                                  |                                   |                                      | Genitori                            |  |  | Nonni |  |  | Bisnonni                    |  |  | Trisnonni                        |  |
|                                                  |                                   |                                      |                                     |  |  |       |  |  | Ulrico Trnavský di Boskovic |  |  | Venceslao I Bučovský di Boskovic |  |
|                                                  |                                   |                                      |                                     |  |  |       |  |  | Ulrico Trnavský di Boskovic |  |  | Venceslao I Bučovský di Boskovic |  |
|                                                  |                                   | Catalina di Kravar                   |                                     |  |  |       |  |  | Ulrico Trnavský di Boskovic |  |  |                                  |  |
| Venceslao II Bučovský di Boskovic                |                                   |                                      |                                     |  |  |       |  |  | Ulrico Trnavský di Boskovic |  |  |                                  |  |
|                                                  |                                   | Catalina di Sovince                  | Adalberto II di Sovince             |  |  |       |  |  |                             |  |  |                                  |  |
|                                                  |                                   | Catalina di Sovince                  | Adalberto II di Sovince             |  |  |       |  |  |                             |  |  |                                  |  |
|                                                  |                                   | Catalina di Sovince                  | Maria di Lomnice                    |  |  |       |  |  |                             |  |  |                                  |  |
| Jan Šembera z Boskovic                           |                                   | Catalina di Sovince                  |                                     |  |  |       |  |  |                             |  |  |                                  |  |
|                                                  |                                   | Protasio di Ojnic                    |                                     |  |  |       |  |  |                             |  |  |                                  |  |
|                                                  |                                   |                                      |                                     |  |  |       |  |  |                             |  |  |                                  |  |
|                                                  |                                   |                                      |                                     |  |  |       |  |  |                             |  |  |                                  |  |
| Anna di Ojnic                                    |                                   |                                      |                                     |  |  |       |  |  |                             |  |  |                                  |  |
|                                                  |                                   | Anna di Neidegg                      |                                     |  |  |       |  |  |                             |  |  |                                  |  |
|                                                  |                                   |                                      |                                     |  |  |       |  |  |                             |  |  |                                  |  |
|                                                  |                                   |                                      |                                     |  |  |       |  |  |                             |  |  |                                  |  |
| Anna Maria Šemberová von Boskovic und Černá Hora |                                   |                                      |                                     |  |  |       |  |  |                             |  |  |                                  |  |
|                                                  | Wolfango Alberto Krajíř di Krajku | Giorgio Krajíř di Krajku e Landstein |                                     |  |  |       |  |  |                             |  |  |                                  |  |
|                                                  | Wolfango Alberto Krajíř di Krajku | Giorgio Krajíř di Krajku e Landstein |                                     |  |  |       |  |  |                             |  |  |                                  |  |
|                                                  | Wolfango Alberto Krajíř di Krajku | Apollonia di Püchheim                |                                     |  |  |       |  |  |                             |  |  |                                  |  |
| Alberto Krajíř di Krajku                         | Wolfango Alberto Krajíř di Krajku |                                      |                                     |  |  |       |  |  |                             |  |  |                                  |  |
|                                                  |                                   | Sofía Křinecká di Ronova             | Giorgio Adamo Křinecký di Ronov     |  |  |       |  |  |                             |  |  |                                  |  |
|                                                  |                                   | Sofía Křinecká di Ronova             | Giorgio Adamo Křinecký di Ronov     |  |  |       |  |  |                             |  |  |                                  |  |
|                                                  |                                   | Sofía Křinecká di Ronova             | Anna Zajic di Hazenburg             |  |  |       |  |  |                             |  |  |                                  |  |
| Anna Krajířová di Krajku                         |                                   | Sofía Křinecká di Ronova             |                                     |  |  |       |  |  |                             |  |  |                                  |  |
|                                                  |                                   | Ulrico Kostomlatský di Vřesovic      | Cristoforo Kostomlatský di Vřesovic |  |  |       |  |  |                             |  |  |                                  |  |
|                                                  |                                   | Ulrico Kostomlatský di Vřesovic      | Cristoforo Kostomlatský di Vřesovic |  |  |       |  |  |                             |  |  |                                  |  |
|                                                  |                                   | Ulrico Kostomlatský di Vřesovic      |                                     |  |  |       |  |  |                             |  |  |                                  |  |
| Maria Maddalena Kostomlatská di Vřesovic         |                                   | Ulrico Kostomlatský di Vřesovic      |                                     |  |  |       |  |  |                             |  |  |                                  |  |
|                                                  |                                   | Anna di Wchinitz                     |                                     |  |  |       |  |  |                             |  |  |                                  |  |
|                                                  |                                   |                                      |                                     |  |  |       |  |  |                             |  |  |                                  |  |
|                                                  |                                   |                                      |                                     |  |  |       |  |  |                             |  |  |                                  |  |
|                                                  |                                   |                                      |                                     |  |  |       |  |  |                             |  |  |                                  |  |